# Kút (Irak)
Kút, al-Kút (arabul: الكوت, Kut el Amara) város Kelet-Irakban, a Tigris (folyó) bal partján, Bagdadtól délkeletre fekvő város. Népessége a 2008. évi becslések szerint mintegy 285 413 fő, 2018-as becslés szerint 389 400 fő.

## Története
Kút a Tigris folyó partján fekvő város. Itt ágazik ki a folyótól dél felé a Satt-al-Gharraf. A keleti parton egykor Madaraja városa állt, melyet az arab történetírók szerint perzsák laktak még a IX. században is, és itt torkollott a Tigris folyóba a nagy Nahraván-csatorna, mely Szamarrától északra hagyja el a folyót. A régi város a folyó u alakú kanyarulatában egy félszigeten található.
Kút évszázadokon keresztül a szőnyegkereskedelem regionális központja volt. A környék híres gabonatermeléséről.
Az első világháború mezopotámiai frontján Kút város birtoklásáért súlyos harcok folytak. A brit-indiai hadsereg 1916-ban itt szenvedte el egyik legsúlyosabb vereségét a Goltz német tábornagy által irányított oszmán hadseregtől. 1917-ben a britek visszafoglalták várost és megnyílt az útjuk Bagdad felé.